# Hyliota usambara
L'iliota degli Usambara (Hyliota usambara W. L. Sclater, 1932) è un uccello passeriforme  della famiglia Hyliotidae.

## Etimologia
Il nome scientifico della specie, usambara, è un chiaro riferimento all'areale occupato dalla specie: il nome comune è la traduzione di quello scientifico.

## Descrizione

### Dimensioni
Misura 11 cm di lunghezza, per 9,5-11,2 g di peso.

### Aspetto
Si tratta di uccelli dall'aspetto paffuto e arrotondato, muniti di testa grossa e larga che sembra innestarsi direttamente nel tronco, becco sottile e conico, ali arrotondate, zampe forti e allungate e coda squadrata.
Il piumaggio è nero-bluastro lucido su fronte, vertice, guance, nuca, dorso, ali (queste ultime con copritrici bianche e remiganti con orlo interno dello stesso colore) e coda, mentre il codione è di color grigio cenere: gola, petto, ventre e sottocoda sono di colore bianco-grigiastro, con sfumature rosa-arancio particolarmente evidenti ai lati del petto.

Becco e zampe sono di colore nero, mentre gli occhi sono di colore bruno scuro.
A differenza delle altre specie di iliota, quella degli Usambara non presenta dimorfismo sessuale.

## Biologia
Si tratta di uccelletti molto vivaci, che vivono da soli o in coppie (talvolta aggregandosi a stormi misti con altre specie), passando la maggior parte della giornata alla ricerca di cibo nella canopia.
Il loro richiamo è acuto e squittente, descritto in swahili come mbambasana.

### Alimentazione
La dieta dell'iliota degli Usambara è quasi esclusivamente insettivora, componendosi di piccoli insetti catturati in volo o reperiti investigando fra il fogliame o le spaccature della corteccia degli alberi.

### Riproduzione
Mancano informazioni sulla riproduzione di questi uccelli, tuttavia si ritiene che essa non differisca in maniera significativa, per modalità e tempistica, da quanto osservabile nelle specie congeneri.

## Distribuzione e habitat
Come intuibile sia dal nome comune che dal nome scientifico, l'iliota degli Usambara è endemica dei monti Usambara, nel nord-est della Tanzania: un tempo diffusi in tutta la zona, attualmente questi uccelli sopravvivono solo nella porzione orientale delle montagne.
L'habitat di questi uccelli è rappresentato dal limitare della foresta pedemontana e collinare, principalmente secondaria e con presenza di radure erbose, fra i 300 ed i 1000 m di quota: questi uccelli colonizzano inoltre le piantagioni di caffè.